# Lauber Gyula
Lauber Gyula (Budapest, 1937. március 11.–) magyar nemzetközi labdarúgó-játékvezető.

## Pályafutása
A játékvezetésből 1963-ban a Budapesten a BLSZ Játékvezető Bizottsága (JB) előtt vizsgázott.. Vizsgáját követően a Budapesti Labdarúgó-szövetség (BLSZ) által üzemeltetett bajnokságokban kezdte sportszolgálatát. A Magyar Labdarúgó-szövetség Játékvezető Bizottságának (JB) minősítései alapján NB III-as, országos utánpótlás, majd NB II-es, 1975-től NB I-es játékvezető. Küldési gyakorlat szerint rendszeres partbírói szolgálatot is végzett. A kor elvárása szerint a küldés szerinti egyes számú partbíró játékvezetői sérülésnél átvette a mérkőzés irányítását. Foglalkoztatására jellemző, hogy az 1977/1978-as bajnoki idényben Pádár László társaságában 22 mérkőzést vezethetett. Az aktív nemzeti játékvezetéstől 1984-ben visszavonult. NB I-es mérkőzéseinek száma: 109.
| Időpont            | Helyszín                    | Mérkőzés típusa          | Mérkőzés                          | Eredmény | Nézők száma |
| ------------------ | --------------------------- | ------------------------ | --------------------------------- | -------- | ----------- |
| 1975. március 15.  | Béke téri stadion, Budapest | első NB I-es mérkőzése   | Csepel SC–Diósgyőri VTK           | 1 – 1    | 4000        |
| 1984. november 11. | ZTE Aréna, Zalaegerszeg     | utolsó NB I-es mérkőzése | Zalaegerszegi TE FC–Újpesti Dózsa | 1 – 1    | 5000        |

A Magyar Labdarúgó-szövetség JB terjesztette fel nemzetközi játékvezetőnek, a Nemzetközi Labdarúgó-szövetség (FIFA) 1977-től tartotta nyilván bírói keretében. Több nemzetek közötti válogatott és klubmérkőzésen közreműködött, illetve vezetett. Ebben a korban a meghívott (nemzeti JB által küldött) partbírók még nem tartoztak a FIFA JB keretébe. Az aktív nemzetközi játékvezetéstől 1982-ben búcsúzott.
1990-ben a Magyar Labdarúgó-szövetség (MLSZ) Játékvezető Testület (JT) Fegyelmi Bizottságának vezetője. 2004-ben az MLSZ Játékvezető Bizottság (JB) elnökségi tagja, a játékvezető-küldő bizottság vezetője, országos játékvezető ellenőr, az MLSZ Magyar Kupa Bizottságának tagja. 2005-ben lemondott a Játékvezető Bizottsági tagságáról.1984-ben Szlávik András a Játékvezető Bizottság (JB) elnöke több évtizedes játékvezetői pályafutásának elismeréseként Arany jelvény kitüntetésbe részesítette.
2013-ban Berzi Sándor, az MLSZ alelnöke, egyben az MLSZ JB elnöke 50 éves vizsgája alkalmából emléktárgyat adott részére.

## Külső hivatkozások
- Lauber Gyula. World Referee. [2015. december 22-i dátummal az eredetiből archiválva]. (Hozzáférés: 2015. október 10.)
- Lauber Gyula. nela.hu. (Hozzáférés: 2015. október 10.)
- Lauber Gyula. foci-info.hu. (Hozzáférés: 2015. október 10.)
- Lauber Gyula. szabolcsjb.hu. [2015. december 8-i dátummal az eredetiből archiválva]. (Hozzáférés: 2015. október 10.)
- Lauber Gyula játékvezetői adatlapja a Nemzeti Labdarúgó Archívum oldalán